# Linda Hardy
Linda Hardy (Nantes, 11 ottobre 1973) è un'attrice e modella francese.

## Biografia
Linda Hardy è nata a Nantes in Francia nel 1973. Nel 1992 viene eletta Miss Francia e ha rappresentato la sua nazione ai concorsi di Miss Mondo 1992 e Miss Universo 1992. Nel 1999 debutta nel mondo del cinema con il ruolo di Anne nella commedia francese Retroverso; il ruolo che però l'ha portata alle luci della ribalta è quello di Jill, la mutante di Immortal Ad Vitam, film di fantascienza del 2004.

## Filmografia

### Cinema
- Un homme et son chien (2008)
- Tu peux garder un secret? (2008)
- A House Divided (2008)
- Léthé (2007)
- Le souffleur (2005)
- Dernière chance (2004)
- Immortal Ad Vitam, regia di Enki Bilal  (2004)
- Retroverso (1999)

### Televisione
- Undercovers - serie TV (2010)
- Sulle tracce del crimine - serie TV (2008-2010)
- The Philanthropist - serie TV (2009)
- La taupe 2 - film TV (2009)
- L'école du pouvoir - film TV (2009)
- La vie à une - film TV (2008)
- La taupe - film TV (2007)
- Martin Paris - film TV (2007)
- Le vrai coupable - film TV (2007)
- Il commissario Cordier - serie TV (2007)
- Le fantôme du lac - film TV (2007)
- Alice Nevers - Professione giudice - serie TV (2004)
- H - serie TV (2000-2001)
- Supersex - serie TV (2024)